# Conus velliesi
Espèce
Conus velliesi est une espèce de mollusques gastéropodes marins de la famille des Conidae.
Comme toutes les espèces du genre Conus, ces escargots sont prédateurs et venimeux. Ils sont capables de « piquer » les humains et doivent donc être manipulés avec précaution, voire pas du tout.

## Distribution
Cette espèce marine d'escargot conique est endémique à l'Afrique du Sud et se trouve au large de la province de la côte Est.

## Taxonomie

### Publication originale
L'espèce Conus velliesi a été décrite pour la première fois en 2016 par le malacologiste sud-africain Stephan G. Veldsman dans « Malacologia Mostra Mondiale »,.

### Synonymes
- Conus (Sciteconus) velliesi (S. G. Veldsman, 2016) · appellation alternative
- Sciteconus velliesi S. G. Veldsman, 2016 · non accepté (combinaison originale)